# Callisto (seriefigur)
Callisto är en seriefigur från Marvel Comics, som finns med i serier med X-Men. Callisto är skapad av författaren Chris Claremont och tecknaren Paul Smith, och gjorde sitt första framträdande i serietidningen Uncanny X-Men 1983.
Hon var ledare för New Yorks underjordiska mutantrörelse, Morlocks. Efter en uppgörelse med X-Men, förlorade Callisto en duell mot Storm för Morlocks ledarskap. Storm lämnade gruppen i Callistos vård och de två har haft en skör allians sedan dess.
I filmen X-Men: The Last Stand  från 2006 spelas Callisto av skådespelerskan Dania Ramirez.

## Biografi
Callistos ursprung är okänt, men hon har en gång varit mycket vacker, hon har hävdat att ärren hon bär är ett bevis för "vilket misstag" det är för en mutant att försöka leva bland vanliga människor. När Callisto framträdde för första gången var hon ledare för Morlocks, en grupp mutanter som bodde i kloakerna. Morlocks bildades för drygt tjugo år sedan av Callisto, Sunder, Caliban och Masque.
Callisto kidnappade Angel och fråntog honom nästan alla hans kläder, med avsikt att göra honom till sin partner. Callisto försökte skära bort Angels vingar i ett försök att hindra honom från att rymma. För att rädda Angel, utmanade Storm Callisto i en duell om ledningen för Morlocks. Storm vann duellen och som ny ledare för Morlocks, förklarade hon att de inte längre skulle kidnappa och terrorisera yt-invånare, utan sluta fred. Dock lämnade Storm tillbaka ledarskapet till Callisto efter fredslöftet.
Callisto hyser både förakt och respekt gentemot Storm, delvis ser hon upp till henne för att hon vann duellen mellan de två, delvis ser hon ner på henne för att hon inte klarar av att ta ett liv eller för att hon drar sig för att hämnas på de människor som hatar och föraktar mutanter. Callisto försökte hämnas på X-Men genom att försöka tvinga Kitty Pryde att gifta sig med Caliban, en ny duell mellan Callisto och Storm utbryter, men Storm vinner igen.
Därefter allierar sig Callisto med X-Men. Hon räddade Professor X efter att han nästan dödats av anti-mutant-människor från Columbia University.
Callisto blir så småningom återställd av Masque, och lika vacker som hon var innan hon blev ärrad. Callisto började då en karriär som modell och flyttade upp till ovan mark igen. Efter att Masque vänt Morlocks mot Callisto och nästan dödat henne återställdes dock ärren.
Callisto svor att hämnas på sin före detta anhängare för att ha gjort henne ful igen.
Callisto får i senare nummer armarna reformerade till tentakler.
Callisto har förstärkta sinnen: syn (inklusive mörkerseende), hörsel, lukt, smak och känsel, hon har även till viss del ökad styrka och smidighet. Callisto har också utmärkt närkampsfärdigheter, och är en exceptionell jägare och spårare. Hon är vanligtvis beväpnade med knivar.